# Anne Biegel
Anne Biegel (geboren als Annetje Biegel) (Bussum, 25 december 1905 – aldaar, 6 april 2004) was een Nederlands journaliste, schrijfster en vertaalster.

## Biografie

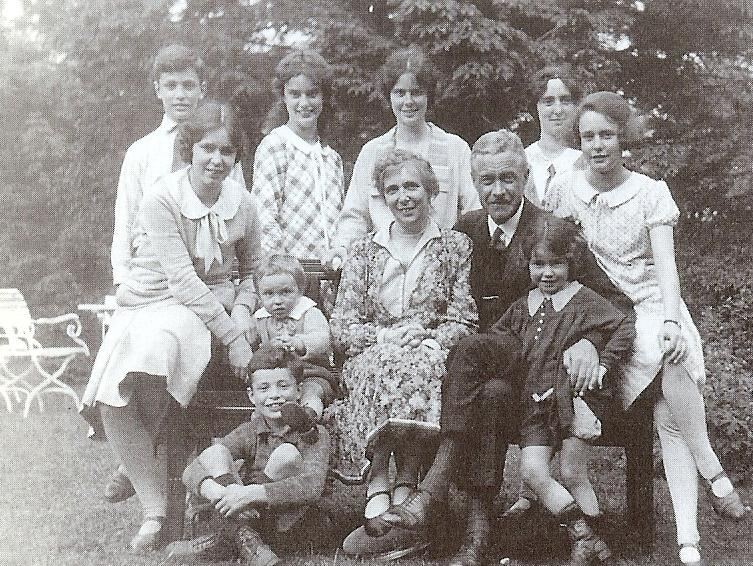
De familie Biegel in 1927, met als tweede van links Anne Biegel. Haar broer Paul zit op het bankje tussen Anne en hun moeder Madeleine in.

### Jeugd en begin carrière

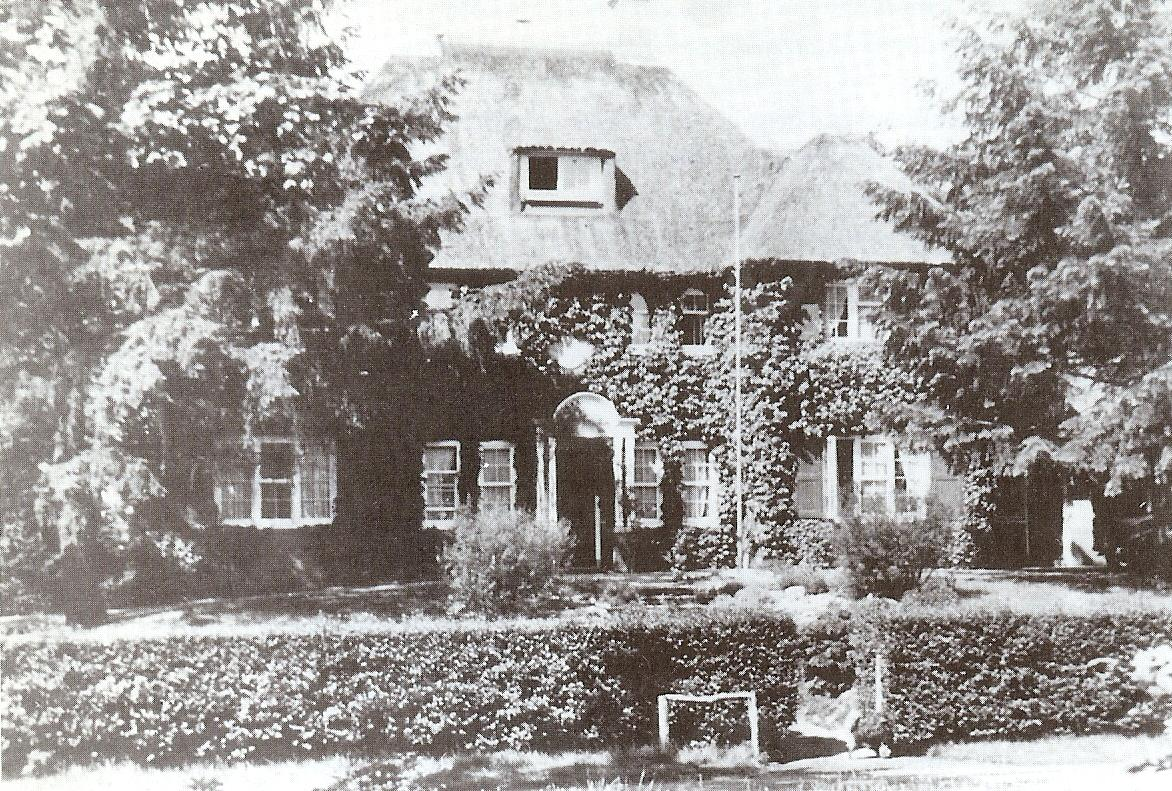
Villa Oldeheuvel in Bussum, waar de familie vanaf 1916 woonde.

Biegel werd geboren te Bussum als dochter van Hermann (H.) Biegel en Madeleine Marie Michèle Eugénie (M.M.M.E.) Povel. Haar vader Hermann verdiende zijn geld als ondernemer in bouwmaterialen. Haar grootvader aan vaderszijde, Joseph Hermann Biegel, was in de negentiende eeuw van Duitsland naar Nederland vertrokken. Het handelskantoor dat hij oprichtte in bouwmaterialen werd later overgenomen door zijn zoon Hermann. Haar Franse moeder was katholiek opgevoed door een gouvernante. Anne Biegel werd geboren als tweede kind uit een gezin van negen. Haar jongste broer Paul werd twintig jaar na haar geboren. Biegel was gelukkig in het grote, welgestelde gezin dat in 1916 verhuisde naar Villa Oldeheuvel in Bussum. Deze villa had de familie Biegel laten bouwen en was ontworpen door architect Karel de Bazel. Van 1919 tot 1924 bezocht Biegel de R.K. HBS voor Meisjes van de Zusters Franciscanessen waar ze op vijftienjarige leeftijd debuteerde als schrijfster met het gedicht Berken in het schoolblad Knoppen. In haar middelbareschooltijd was onder andere schrijver Frederik van Eeden een belangrijke inspiratiebron voor Biegel. Tussen 1924 en 1928 volgde ze onderwijs op de R.K. School voor Maatschappelijk Werk waarna ze kort actief was bij de Kinderbescherming van Leiden. Al snel merkte ze dat schrijven meer haar passie was.

### Journalistieke carrière
Op 16 december 1934 verscheen er voor het eerst een artikel van Biegel in het Algemeen Handelsblad. Ze schreef over 'Wintersport in Noorwegen' gebaseerd op haar eigen ervaringen; ze ging daar zelf graag heen om te skiën. Al snel schreef ze ook artikelen voor de Haagse Post, De Tijd, De Maasbode en de Katholieke Illustratie. Enkele jaren later, in 1938, kreeg Biegel een vaste baan aangeboden bij De Tijd. Dit was net voordat ze stage mocht lopen bij het Algemeen Handelsblad. Bij De Tijd mocht ze de nieuw op te richten vrouwenpagina redigeren. Geruime tijd was zij de enige vrouwelijke medewerker van deze krant. De pagina ging vooral over zogenoemde 'k-onderwerpen', zoals kleding, kamerplanten, keuken en kinderen. In de tijden van de Tweede Wereldoorlog was Biegel wederom actief bij de Kinderbescherming, zodra het mogelijk was vervolgde zij haar werk bij De Tijd. In enkele jaren voor en na de Tweede Wereldoorlog schreef Biegel ook artikelen voor het vrouwenblad de Beatrijs. Na de Tweede Wereldoorlog kreeg de pagina waar zij redactrice van was in De Tijd een iets ander karakter dan voorheen. Zo verschenen er nu ook interviews met Agnes Nolte en Marga Klompé. Biegel volgde de vrouwenbeweging op de voet, in de jaren zestig koos ze ervoor religie meer te verwerken in haar zogeheten vrouwenpagina. Wegens haar interesse in het Russisch-Orthodoxe geloof leerde ze Russisch. Desondanks bleef ze trouw aan haar liberaal-katholieke geloof. In 1970 stopte ze bij De Tijd nadat ze daar 32 jaar had gewerkt. Haar werk werd door zowel de krant zelf als andere gewaardeerd en genoot van aanzien in de journalistieke wereld.

### Na haar carrière
Ook na haar werk bij De Tijd bleef Biegel actief, zo vertaalde ze meerdere werken uit het Engels en Noors naar het Nederlands. Hoewel Biegel in 1970 was gestopt bij De Tijd koos ze er al snel voor om dit werk samen met collega-journaliste en vriendin Heleen Swildens vervolg te geven. Samen verzorgden ze voor zeven jaar de vrouwenpagina van De Tijd. Samen met Swildens maakte ze geregeld reizen naar onder andere de Sovjet-Unie. In 1987 kwam een brievenboek onder de naam M'n bril uit de ijskast uit van het tweetal dat in meerdere talen werd vertaald. Dat boek, en de twee boeken die in de jaren daarna volgden, gingen over hoe het was om ouder te worden.
Op hoge leeftijd had Biegel nog altijd geregeld contact houden met de buitenwereld. Zo had ze schreef ze met Amerikanen die tot dood waren veroordeeld en enkele dissidenten uit de Sovjet-Unie.

### Privéleven
Biegel bleef haar hele leven ongehuwd en had geen kinderen.